# Monopeltis luandae
Monopeltis luandae là một loài bò sát trong họ Amphisbaenidae. Loài này được Gans mô tả khoa học đầu tiên năm 1976.